# IPhoto Plus
iPhoto Plus war eine verbreitete Bildbearbeitungs-Software für Microsoft Windows der Firma Ulead. Sie bot gute Speicherfunktionen und grundlegende Bildbearbeitungsmöglichkeiten.
Das Programm war in den 1990er Jahren oft verschiedenen Flachbettscannern in Form einer CD-ROM beigelegt.